# 북촌 한옥마을
북촌 한옥마을은 서울특별시 종로구의 가회동과 삼청동 내에 위치한 한옥마을이다. 지리상으로 경복궁과 창덕궁, 종묘의 사이에 자리잡고 있다. 조선 왕조의 두 궁궐 사이에 위치한 이 지역은 예로부터 청계천과 종로의 윗동네라는 의미로 ‘북촌’이라 불리었으며, 현재의 가회동, 삼청동, 원서동, 재동, 계동 일대에 해당한다. 많은 사적과 문화재, 민속자료가 있어 도심 속의 박물관이라 불리기도 한다. 경복궁과 마주하고 있는 삼청동길 주변에는 많은 갤러리가 늘어서 있고, 화동길을 비롯한 곳에서는 각종 먹거리와 특색있는 카페를 접할 수 있다. 또한 원서동에는 전통 기능의 보유자 및 예술인들이 모여 살고 있다. 
1990년대 이후 다세대가구 주택이 급속하게 들어서며 많은 수의 한옥이 사라졌지만, 현재까지 양호한 상태의 한옥이 군집을 이룬 채 일부 지역에 남아 있다. 그 중에서도 가회동 11번지, 31번지, 33번지 일대는 대표적인 한옥 밀집 지역이다.
북촌은 북악과 응봉을 잇는 산줄기의 남쪽 경사면에 위치하고 있어 지리적 환경이 뛰어났기 때문에 예로부터 권문세족의 주거지로 자리매김해 왔다. 1906년 호적자료상의 북촌의 인구 10,241명(1,932호)을 호주의 신분에 따라 구분했을 때 양반과 관료가 43.6%를 차지한다. 이를 통해 근대에도 상류층이 많이 거주했음을 알 수 있다.

## 역사

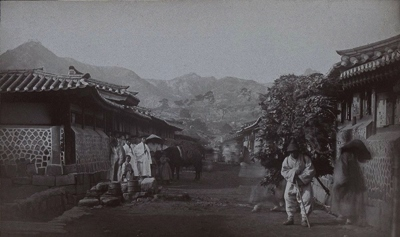
1883~1884년에 찍은 북촌(재동)의 모습

### 구한말~1960년대
권문세족의 주거지로서의 북촌의 위상은 조선 시대, 개화기와 일제강점기에도 이어져 박영효와 김옥균을 비롯한 개화파와 민대식(민영휘의 아들) 등의 여흥 민씨 세력이 북촌에 많이 거주하였다. 일제 강점기에는 사회적, 경제적 이유로 북촌의 대규모 토지가 소규모 택지로 분할되는 일도 있었으며, 이전과는 다른 형태의 한옥들이 건설되기도 하였다. 이러한 한옥 주거지는 해방 이후 1960년대 초까지 지속적으로 건설되어, 학교 및 공공시설로 남은 몇 개의 대형 부지를 제외하고는 거의 모든 지역이 한옥으로 채워졌다.

### 1970년대~1980년대
1960년대 말부터 1970년대 초에 걸쳐 시행된 영동지구 개발사업을 시작으로 본격적인 강남개발이 이루어짐에 따라 강북 지역의 인구가 강남으로 대거 이동하면서 강북 지역의 학교들 또한 강남으로 이전하게 되었다. 1976년 경기고가 이전하며 옛 학교 건물은 정독도서관으로 쓰이게 되었고, 1978년 휘문고가 이전하며 1983년 그 자리에 15층의 현대건설 사옥이 신축되었으며, 1989년 이전한 창덕여고의 자리에는 헌법재판소가 들어섰다. 학교가 이전하면서 신축된 대규모 시설들은 북촌 지역의 경관을 크게 바꾸었다.
전통 주거 지역으로서의 북촌의 정체성을 보존하기 위해 1983년 제 4종 미관지구 지정이 이루어지고 본격적인 한옥보존 정책이 시행되었으나, 이 시기의 한옥보존 정책은 주민들과의 논의나 합의 없이 행정 주도로 시행된 것이었다. 이로써 북촌의 한옥을 문화재와 같이 엄격하게 관리하는 반면, 북촌길의 폭을 넓히면서 많은 한옥을 철거하는 이중적인 행정으로 주민들의 불만을 가져오기도 하였다.

### 1990년대
주민들의 계속되는 건축기준 완화요구에 따라 서울시는 1991년 5월, 주택의 경우 1층으로 규제하던 건물 높이를 10미터 이하(또는 3층 이하)로 완화하였는데, 이를 계기로 다세대 주택이 본격적으로 신축되기 시작하였다. 이후 1994년에는 경복궁 주변의 10미터 고도제한이 16미터로 완화되었고, 최대 5층까지의 건축이 허용되었다. 그 결과 원서동을 비롯한 북촌 전역에서 한옥이 철거되고 다세대 주택이 지어졌으며, 북촌의 경관은 급속히 훼손되기 시작하였다.

### 2000년대
2001년 이후 주민들의 의사에 기초한, 한옥 등록제를 골자로 한 새로운 보존 정책이 시행되었다. 한옥 자체의 재건축, 고급화 및 보존 노력이 자발적으로 일어났고, 전통과 근대성이 혼재한 독특한 경관의 건축사적 의의가 재조명되었다. 그리고 주변의 인사동, 삼청동 거리가 전통 문화 및 예술의 거리로 부각되면서 북촌은 전통 한옥마을의 명성을 다시 찾아가게 되었다.
오늘날의 북촌은 조선 시대와 구한말 이래의 수많은 골목길을 그대로 간직하고 있으며, 가회동 한씨 가옥, 윤보선 가옥, 이준구 가옥 등은 민속 및 문화재 자료로 지정되어 보존, 관리되고 있다. 또한 전통 공방이 많이 있으며, 서울시에서 33채의 한옥을 구입하여 주로 전통 장인에게 장소를 임대하여 주고 있기도 하다. 그 밖에 내외국인을 위한 전통 숙소, 게스트하우스가 여럿 있다.

## 북촌의 문화유산
북촌 지역의 문화재로는 사적 5곳(중앙고 본관, 서관, 동관, 윤보선가, 관상감 관천대), 서울시 민속자료 4곳(김홍기 가옥, 백홍범 가옥, 한씨 가옥, 백인제 가옥), 유형문화재 3곳(종친부 경근당과 옥첩당, 동십자각, 번사창), 문화재 자료 2곳(이준구 가옥, 삼청동문), 천연기념물 3곳(백송, 등나무, 측백나무) 그리고 조선시대부터 형성되었던 옛길과 물길(삼청동천의 흔적)이 있으며, 북촌에는 1900년 이후부터 급속하게 형성된 한옥군이 분포해 있다. 
1750년의 도성도, 1892년의 수선전도, 1927년의 경성시가도, 그리고 2000년 이후 오늘날의 지도를 살펴보면 계동길, 북촌로, 삼청로, 창덕궁길 등이 옛 모습을 그대로 유지하고 있어, 많은 역사유적들과 더불어 중요한 자원으로 평가된다.
최근에는 건축가, 미술가들이 북촌의 역사와 함께하고자 북촌 내부에 작업실과 사무실 등을 개설하고 있는데, 이러한 움직임은 북촌의 역사적, 문화적 가치를 드높이는 역할을 한다.

## 북촌 8경
서울시는 북촌을 서울의 대표 문화관광지로 만들어 나가기 위해 북촌을 가장 잘 감상할 수 있는 지점 8곳을 지정해 방문객을 위한 사진촬영대를 설치하였다. 북촌의 중심 관광자원이라 할 수 있는 한옥 경관 그리고 한옥이 중심을 이루는 골목길이 주로 선정되어 있다. 북촌 8경은 북촌 한옥마을에 이곳저곳 흩어져 있는 문화재와 한옥들을 선으로 이어주고 있다. 
북촌 1경은 창덕궁 전경으로, 돌담 너머로 창덕궁의 전경이 가장 잘 보이는 장소이다. 북촌문화센터에서 나와 북촌 길 언덕을 오르면 나오는 장소이다. 북촌 3경은 북촌로 12길 일대로, 전통 문화를 체험할 수 있는 여러 공방이 자리하고 있다. 북촌 4경은 북촌로 11길 언덕으로, 북촌로 11길 일대를 한눈에 볼 수 있는 곳이다. 수많은 기와지붕과 함께 북촌 꼭대기의 이준구 가옥까지 조망할 수 있다. 북촌 5경은 가회동 골목길(내림)로, 밀집된 한옥의 경관과 흔적이 가장 선명히 남아 있는 곳이다. 적극적인 한옥 지원 사업으로 한옥이 잘 보전되어 있다. 북촌 6경은 가회동 골목길(오름)로, 한옥 지붕 사이로 펼쳐지는 서울의 전경을 볼 수 있다. 북촌 7경은 가회동 31번지로, 고즈넉한 분위기의 소박한 골목이며 주민들의 일상을 엿볼 수 있다. 북촌 8경은 삼청동 돌층계길로, 북촌로5나길에서 삼청로로 내려가는 돌계단길이다. 커다란 암반 하나를 통째로 조각한 독특한 조경을 볼 수 있다.

## 사진

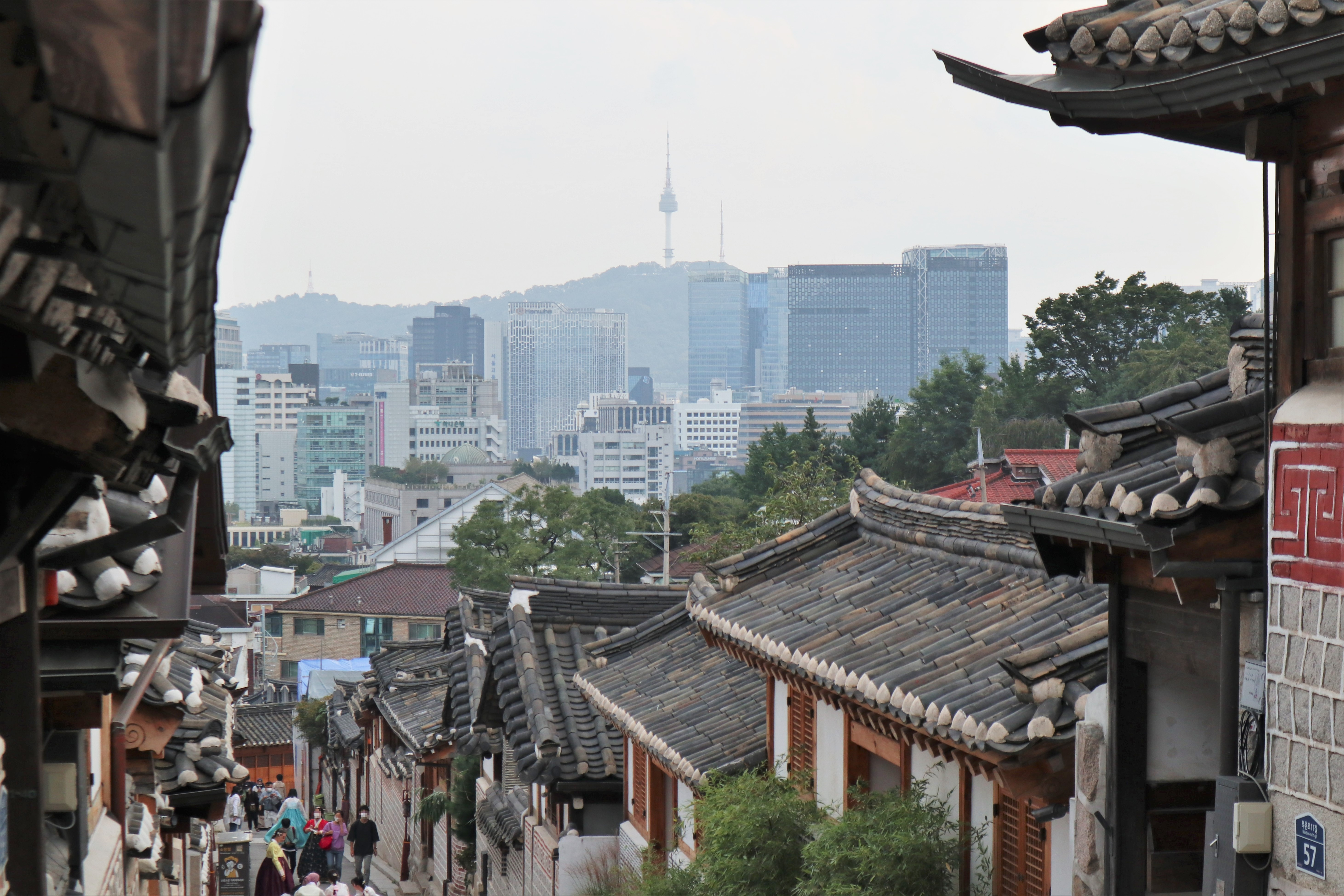
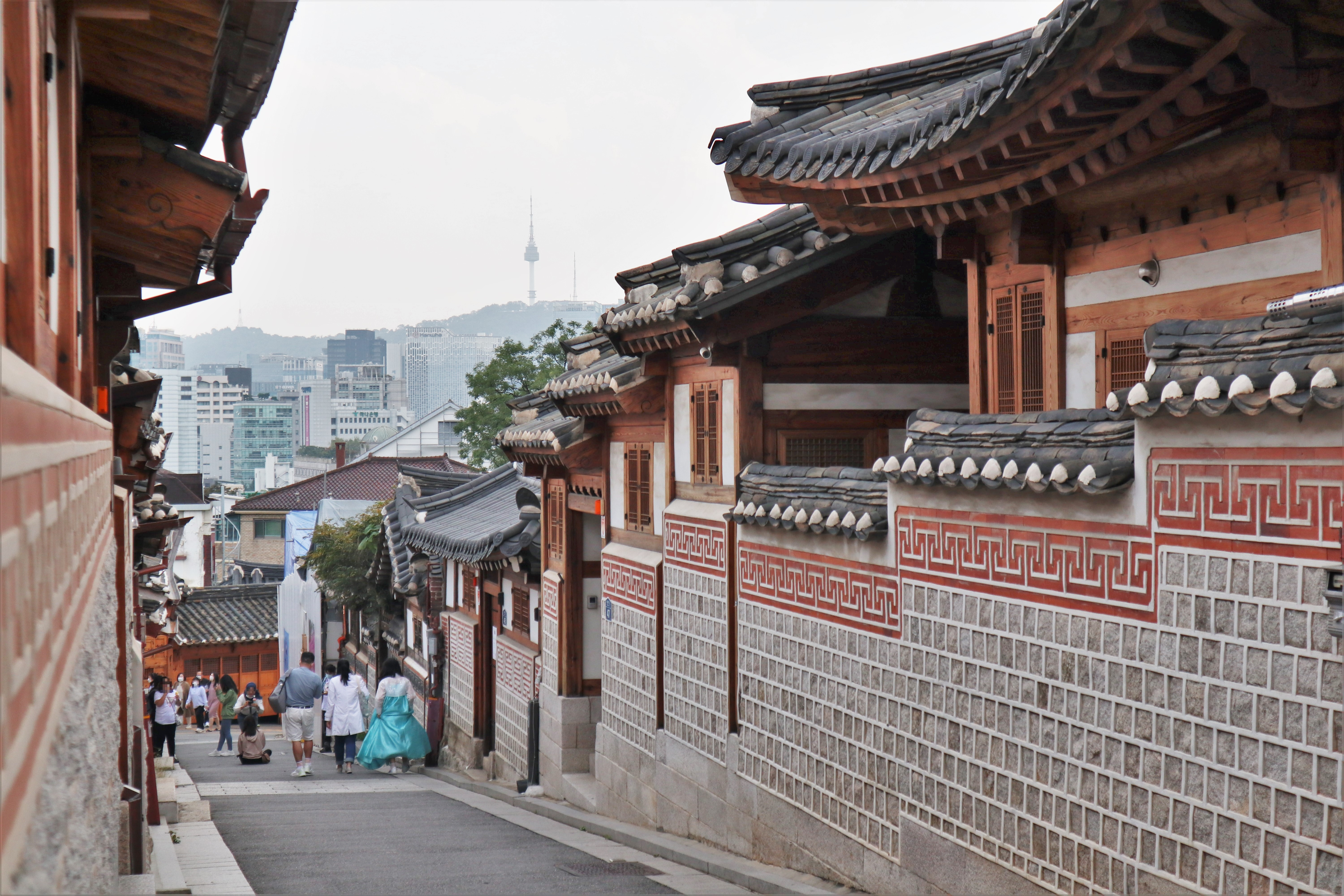
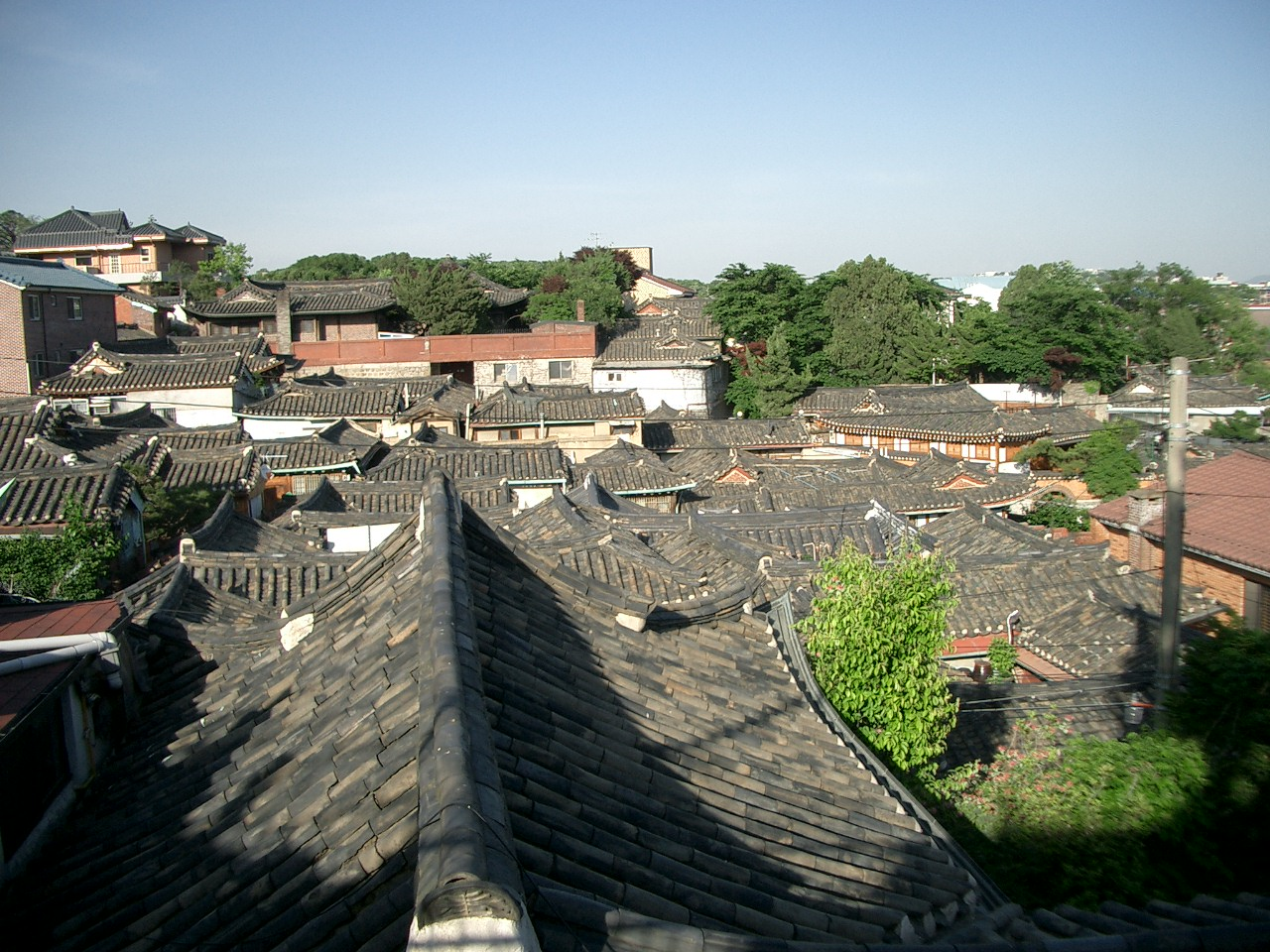
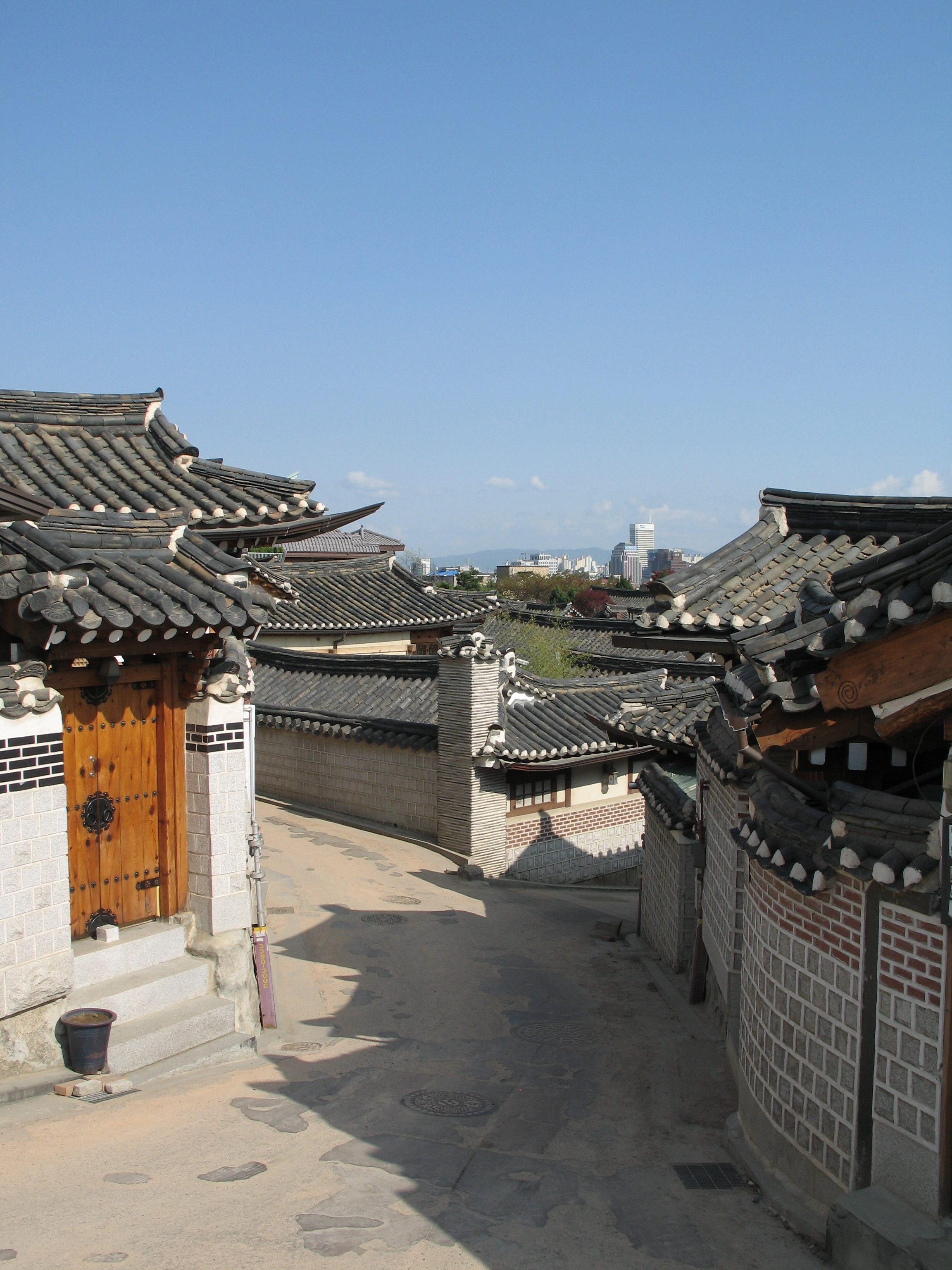
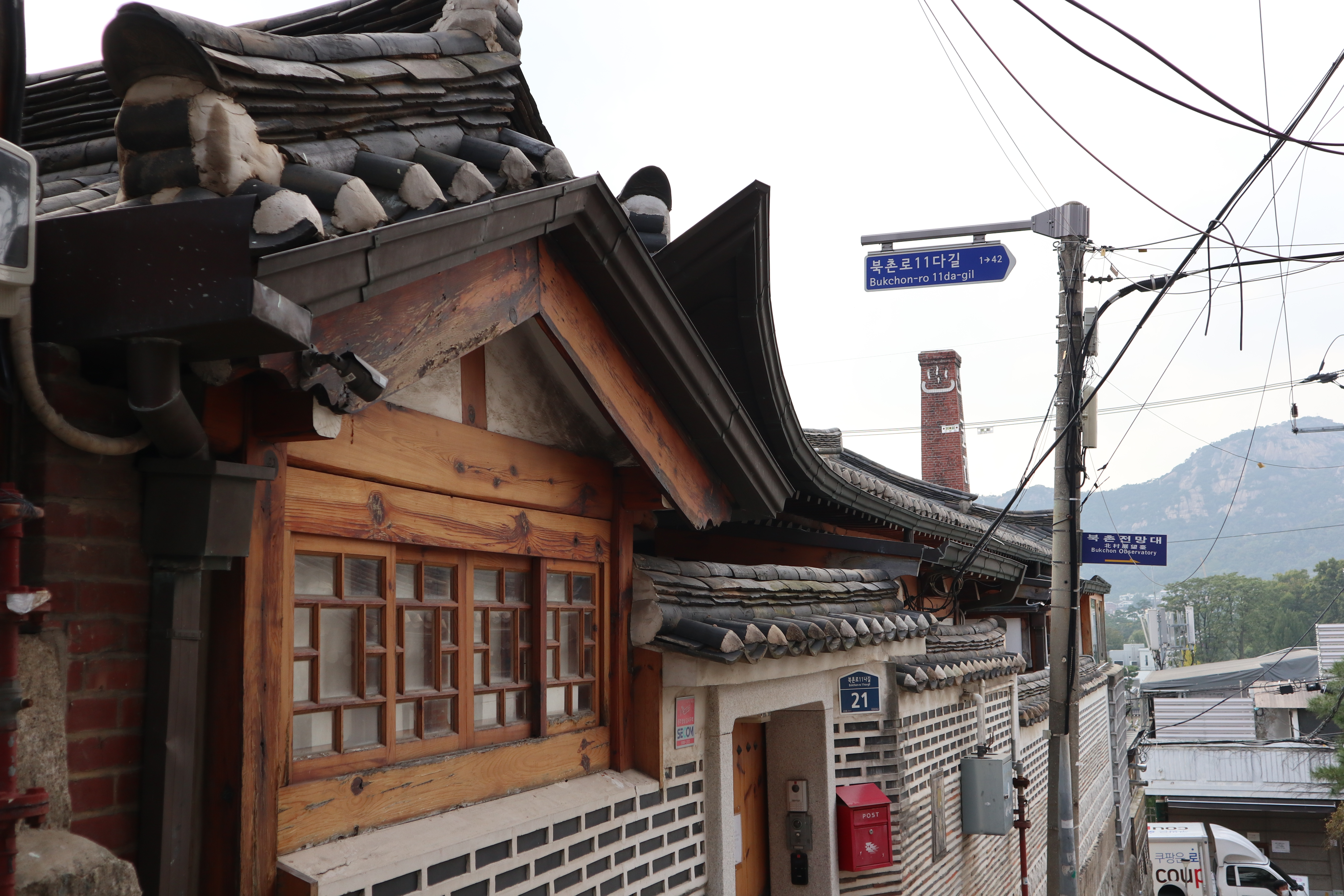
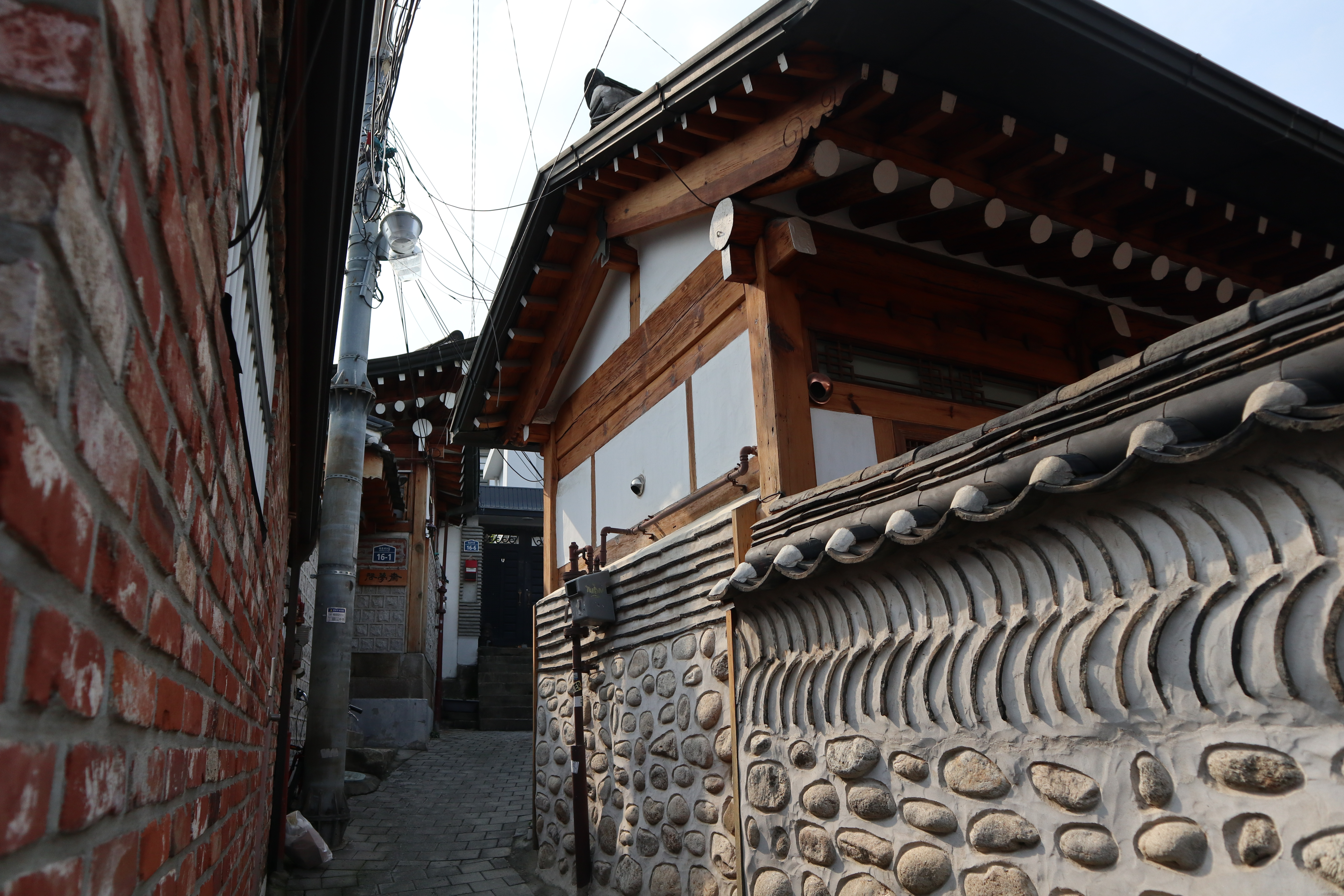
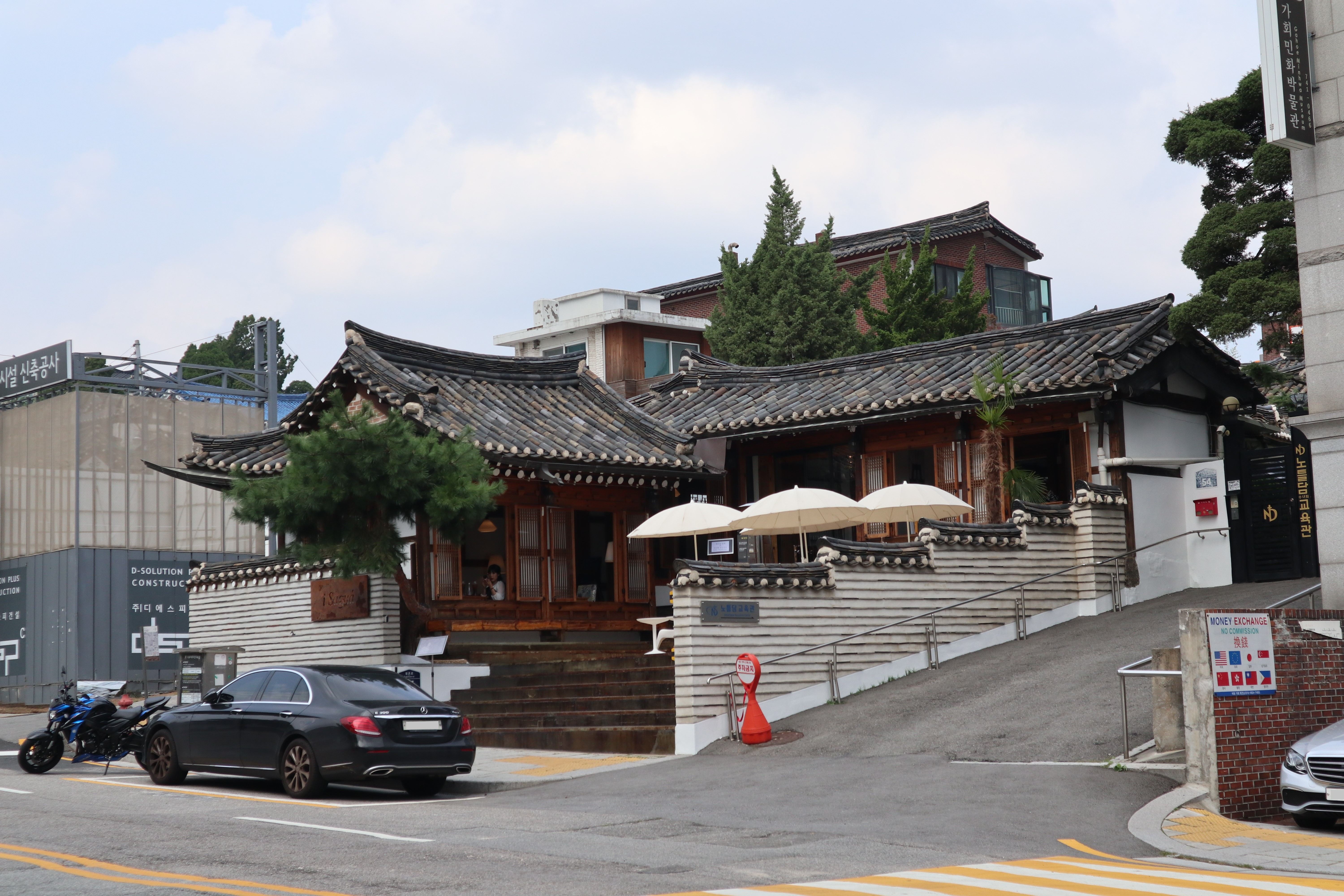
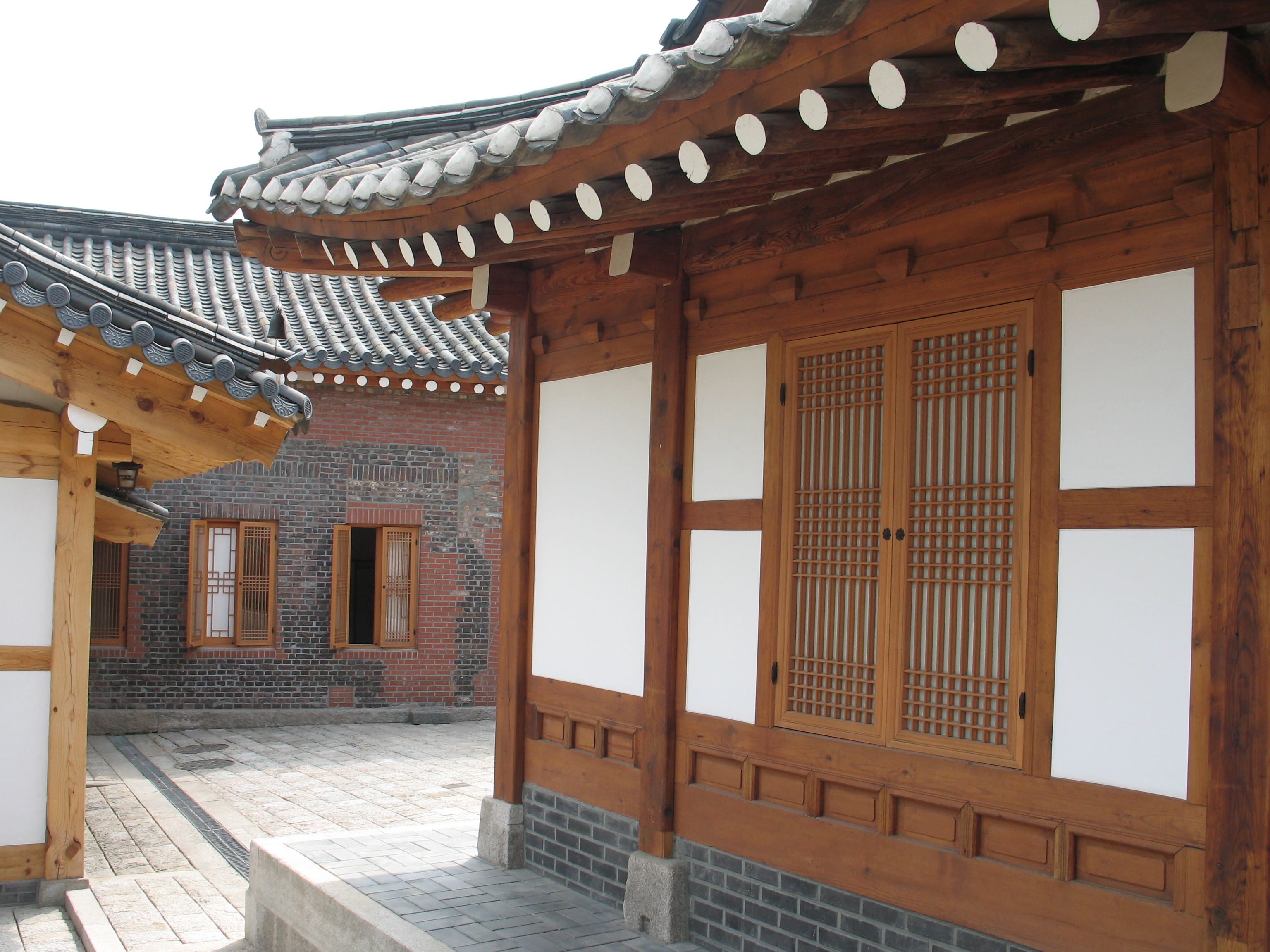

## 미디어
- KBS 《다큐멘터리 3일 - 북촌에서 아침을》 (2009년 6월 27일)
- KBS 《1박 2일 - 서울 특집》 (2010년 9월 26일)

## 같이 보기
- 남산골한옥마을
- 한옥마을
- 서울특별시

## 참고 문헌
- 본 문서에는 서울특별시에서 지식공유 프로젝트를 통해 퍼블릭 도메인으로 공개한 저작물을 기초로 작성된 내용이 포함되어 있습니다.